# 전해종 (명창)
전해종(全海宗, ? ~ ?)은 조선 후기의 판소리 명창이다. 전라북도 부안에서 태어났다. 신재효에게서 지도를 받았고 《숙영낭자전》과 《심청가》를 잘하였다. 그의 더늠은 《심청가》 중에서 심청이 용궁에서 환생하는 대목이다. 